# زوي لوكر
زوي إليزابيث لوكر (بالإنجليزية: Zöe Elizabeth Lucker)‏ هي ممثلة إنجليزية. ولدت في 11 أبريل 1974 في هدرسفيلد، المملكة المتحدة.

## فيلموغرافيا
| سنة       | لقب                   | دور            | شبكة الاتصال   | ملاحظات                                                            |
| --------- | --------------------- | -------------- | -------------- | ------------------------------------------------------------------ |
| 1996      | شارع التتويج          | سونيا ليتش     | آي تي في       | 2 حلقة                                                             |
| 1996      | برازن هوسيز           | فاتنة مفلس     | بي بي سي اثنان | فيلم تلفزيوني                                                      |
| 1997      | أين القلب             | جين            | آي تي في       | الحلقة: "استدعي بواسطة بيلز"                                       |
| 1998      | كيلر نت               | كارول          | القناة 4       | سلسلة صغيرة 3 حلقات                                                |
| 1999      | بويز غير محدود        | كيرستي بيلامي  | القناة 4       | الحلقة 5                                                           |
| 1999      | باربرا                | كارين          | آي تي في       | الحلقة: "منافسيه"                                                  |
| 2000      | الأطباء               | ساندي هانسن    | بي بي سي وان   | حلقة واحدة                                                         |
| 2000      | المحاكمة والقصاص      | كاترينا روبرتس | آي تي في       | 2 حلقة                                                             |
| 2002      | هولبي سيتي            | شارون سيمونز   | بي بي سي وان   | الحلقة: " بيادق في اللعبة "                                        |
| 2002-2006 | زوجات لاعبي كرة القدم | تانيا تيرنر    | آي تي في       | دور أساسي؛ 35 حلقة (السلسلة 1-5)                                   |
| 2004      | الفتيات السيئات       | تانيا تيرنر    | آي تي في       | دور الضيف 3 حلقات (السلسلة 6)                                      |
| 2006      | قنبلة                 | جينا مارستون   | آي تي في       | دور أساسي؛ 7 حلقات (السلسلة 1)                                     |
| 2007-2008 | هولبي بلو             | كيت كينان      | بي بي سي وان   | دور أساسي؛ 20 حلقة (السلسلة 1-2)                                   |
| 2009      | تأتي بدقة الرقص       | نفسها          | بي بي سي وان   | متسابق السلسلة 7                                                   |
| 2010-2011 | إيست إندرس            | فانيسا جولد    | بي بي سي وان   | دور منتظم 96 حلقة                                                  |
| 2013-2014 | طريق واترلو           | كارول باري     | بي بي سي وان   | دور متكرر 8 حلقات ( السلسلة 8 ) دور منتظم 15 حلقة ( سلسلة 9 - 10 ) |
| 2015      | 24 ساعة في الماضي     | نفسها          | بي بي سي وان   | مسلسلات تلفزيون الواقع التاريخي                                    |
| 2015-2016 | هوليوكس               | ريني ماكوين    | القناة 4       | دور منتظم 63 حلقة                                                  |

## روابط خارجية
- زوي لوكر على موقع IMDb (الإنجليزية)
- زوي لوكر على موقع ألو سيني (الفرنسية)
- زوي لوكر على موقع قاعدة بيانات الفيلم (الإنجليزية)
- زوي لوكر على موقع كينوبويسك (الروسية)